# Muzeum Susch
Museum Susch är ett privat konstmuseum för samtida konst och konstcentrum i Susch i Graubünden i Schweiz.
Museet grundades av den polska konstsamlaren Grazyna Kulczyk (född 1950) och invigdes i januari 2019. Det ligger i äldre klosterbyggnader, som tidigare varit kyrkoherdebostäder, hospits och bryggeri vid floden Inn i orten Susch, som restaurerats och byggts om i slutet av 2010-talet efter ritningar av de schweiziska arkitekterna Chasper Schmidlin och Lukas Voellmy. En äldre och en yngre bryggeribyggnad har byggts om till sammanbundna utställningslokaler på 1.500 kvadratmeter samt kontor och restaurant, samt byggnaden Chassa della Santa stipendiatbostäder och -ateljéer.